# Vassilis Palaiokostas
Vassilis Palaiokostas, född 17 maj 1966, är en grekisk bankrånare, känd som den "grekiske Robin Hood" för sin vana att ge bort stulna pengar till fattiga.
År 2000 dömdes han till 25 års fängelse för bankrån och kidnappning. 
Två gånger, 2006 och 2009, har han flytt med helikopter från det grekiska högsäkerhetsfängelset Korydallos. Han var fortfarande fri under 2021 och har fått smeknamnet "the uncatchable".

## Läs mer
- Fördjupning i BBC News Magazine 25 september 2014
- Palaiokostas självbiografi (Crowdfunder 2021)